# Zamek Dunvegan
Zamek Dunvegan (gael. Caisteal Dhùn Bheagain, ang. Dunvegan Castle) – zamek na wyspie Skye w Szkocji.

## Historia
Zamek wzniesiono w XIII na skalnym cyplu na brzegu morskiej zatoki Loch Dunvegan. W kolejnych wiekach był przebudowywany, a jednolitą formę zewnętrzną zawdzięcza pracom przeprowadzonym w epoce wiktoriańskiej w latach 1840–1850. Dodano wówczas m.in. elementy architektoniczne o charakterze obronnym, takie jak krenelaż. Autorem projektu przebudowy był Robert Brown z Edynburga. Kolejne prace restauracyjne przeprowadzono pod kierownictwem Colina Sinclaira z Glasgow w 1939 roku.
Do zamku prowadzi usypana od strony wschodniej grobla. Portyk wejściowy dobudowano w 1814 roku. Przez hol wejściowy przechodzi się do komnat reprezentacyjnych, których wystrój stanowi zapis historii siedziby klanu MacLeodów, właścicieli zamku od 800 lat. Zamek udostępniany jest zwiedzającym od 1933 roku. Na zamku gościła królowa Elżbieta II wraz z mężem Filipem (1956). Odwiedził go też japoński cesarz Akihito.
We wnętrzu zachował się kamień z datą 1686, upamiętniający odbudowę zamku przez Johna Macleoda, lorda Dunvegan i jego żonę Florę. To najdłużej wciąż zamieszkany zamek na obszarze Szkocji. Jest własnością szkockiego klanu MacLeodów.

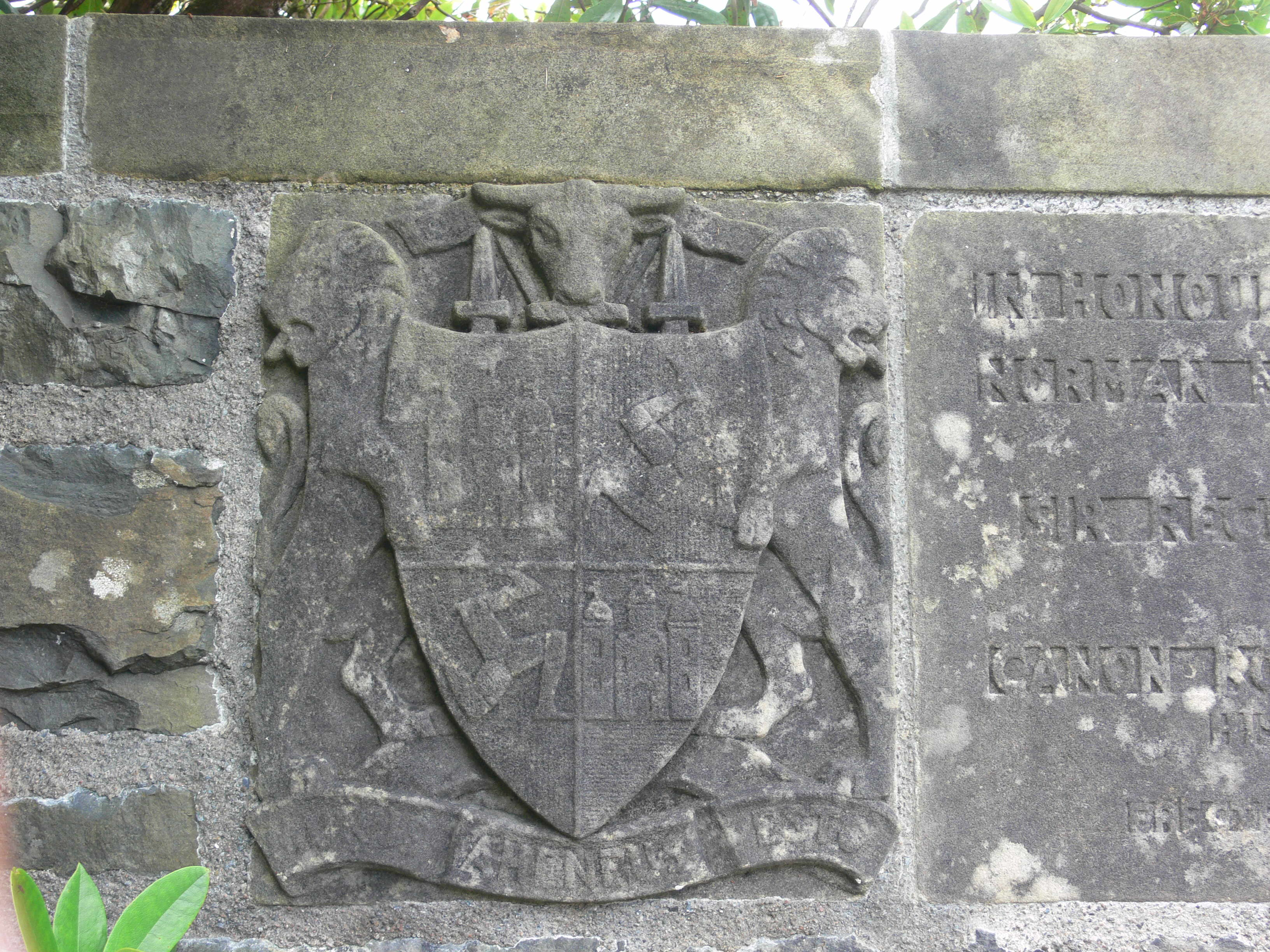
Herb Macleod
Herb Macleod
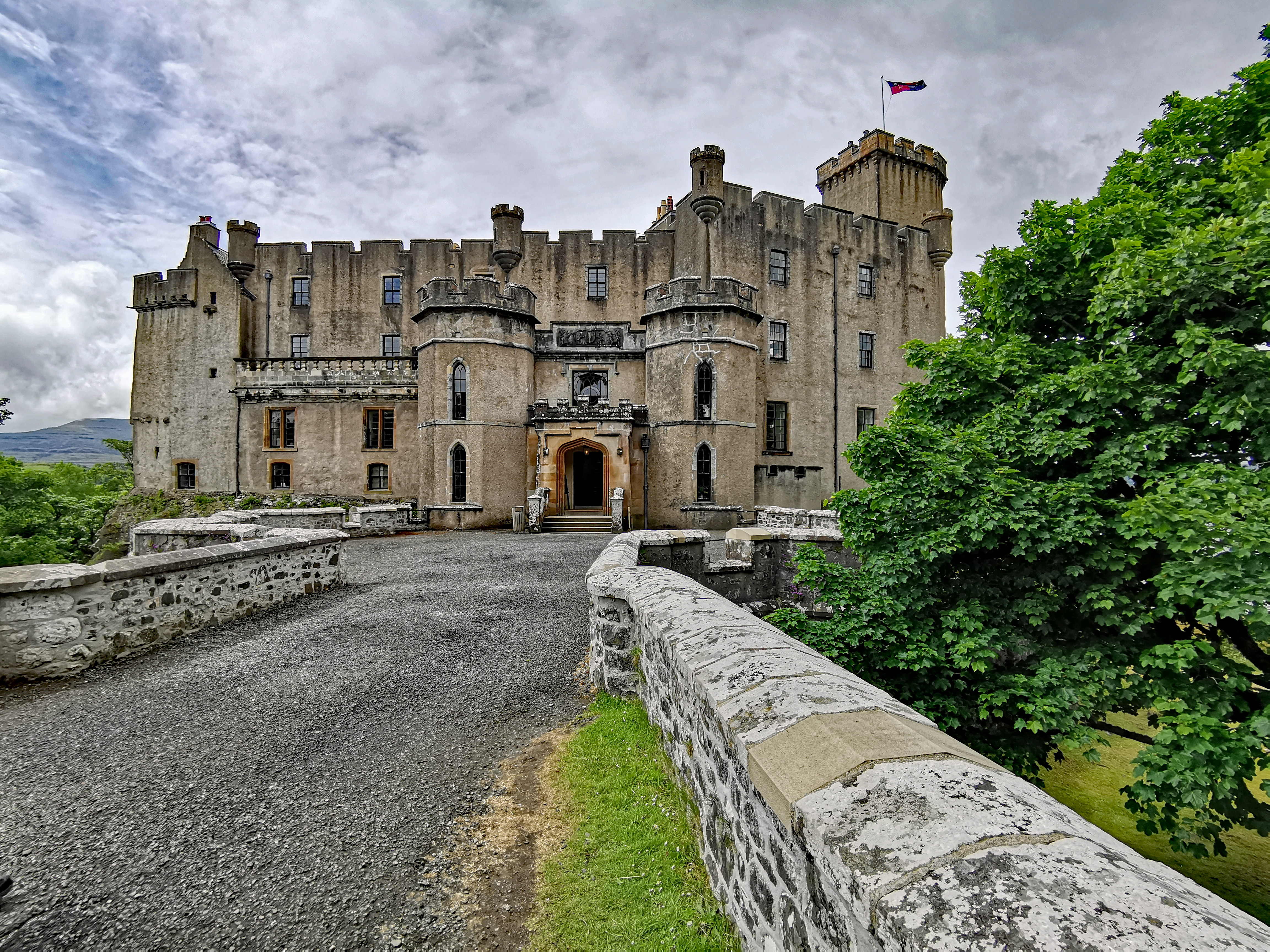
Od wschodu
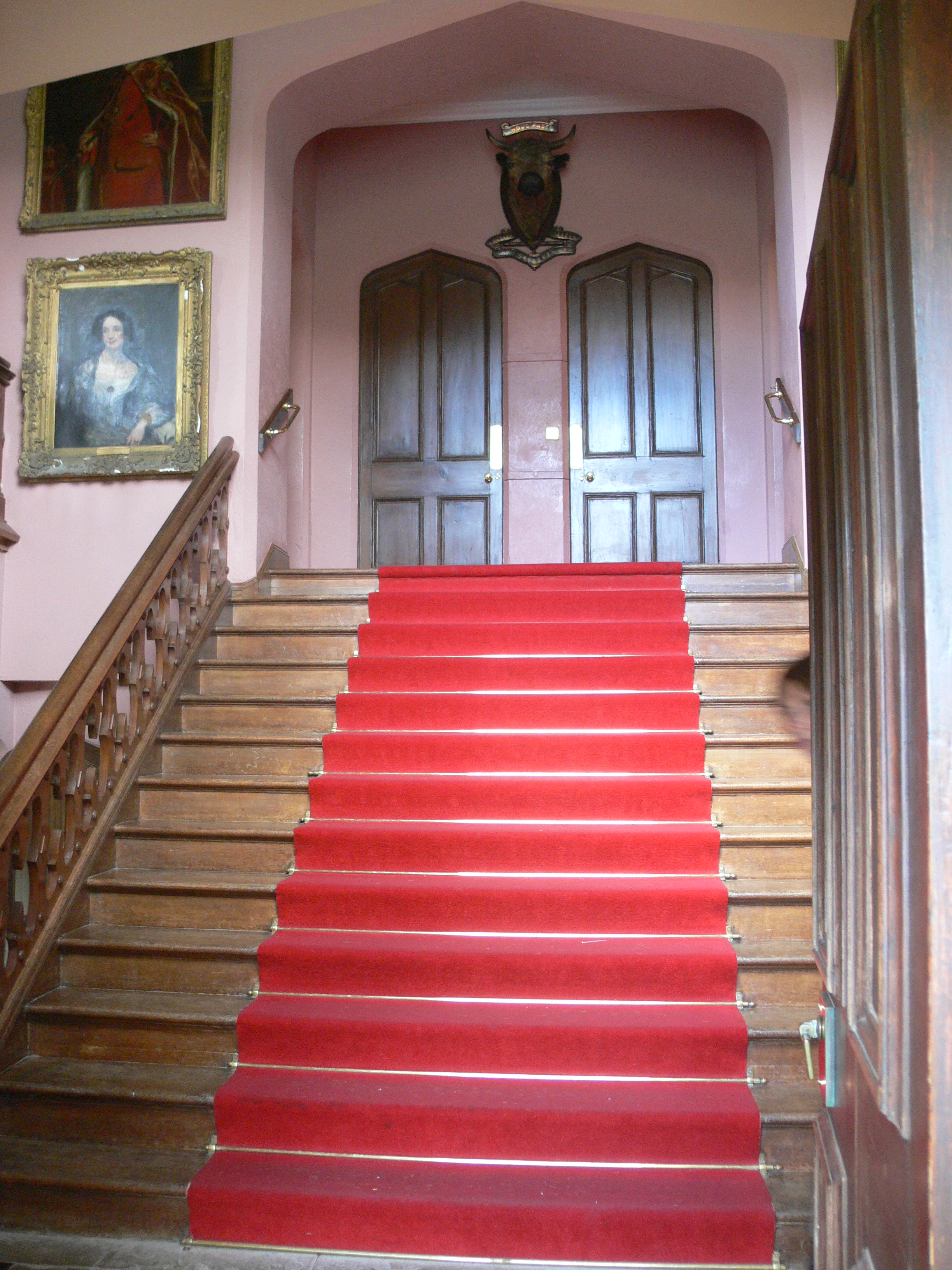
Klatka schodowa
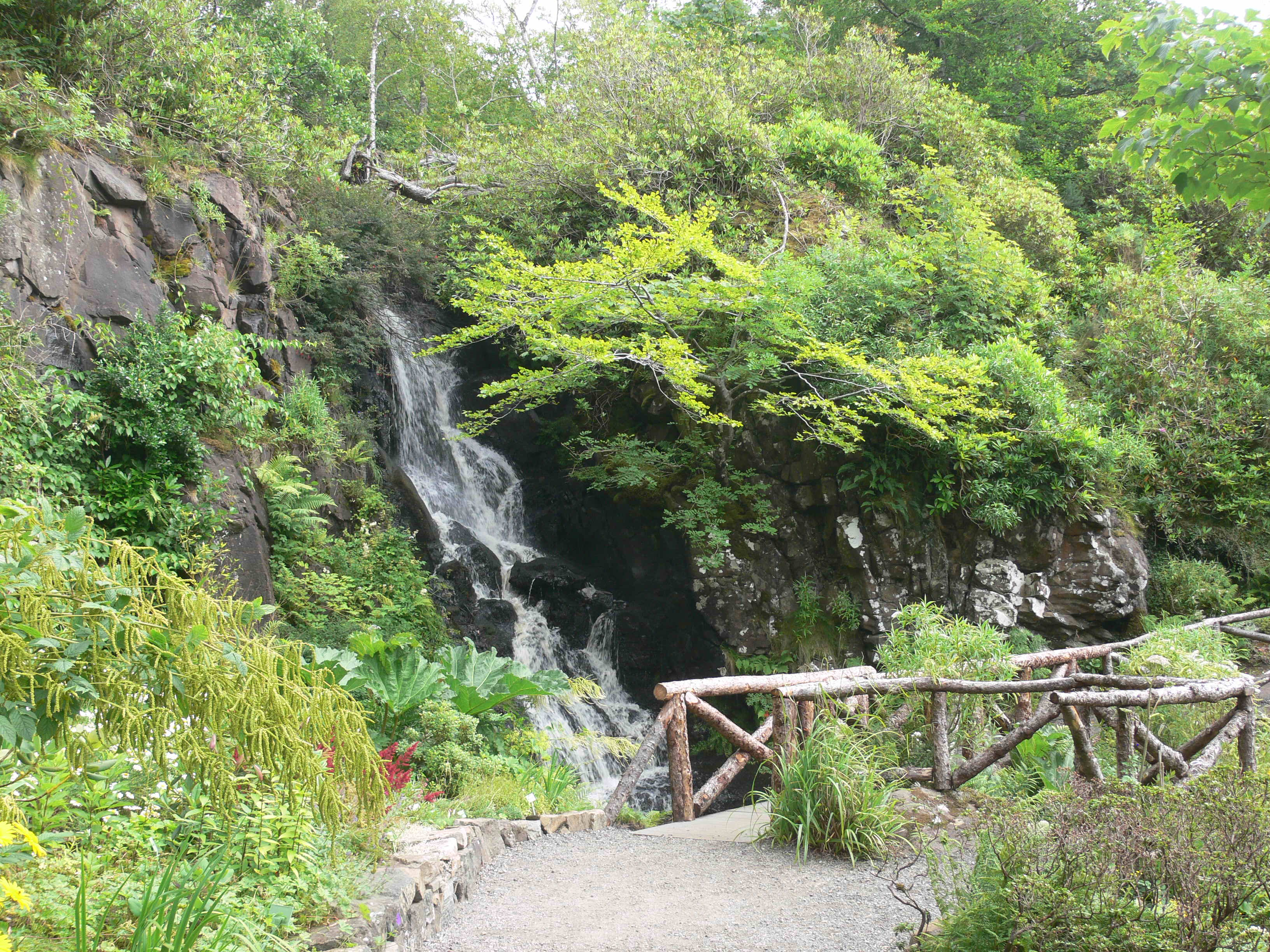
Kaskada w ogrodach